# Дружество на писателите на Македония
Дружеството на писателите на Македония (на македонска литературна норма: Друштво на писателите на Македонија) е сдружение на писателите от Северна Македония.

## История
Дружеството е формирано на 13 февруари 1947 година от осем писатели: Васил Ильоски, Славко Яневски, Блаже Конески, Ристо Кърле, Владо Малески, Димитър Митрев, Иван Точко, Коле Чашуле и Ацо Шопов. За пръв председател на ДПМ е избран Блаже Конески. Председател на ДПМ два мандата е и Гане Тодоровски (1969-1971 и 1985-1986). През 90-те години на ХХ век Дружеството често е обвинявано от своите членове и от външни фактори, че се е превърнало в политическа организация, в която доминира мисленето от миналото.
От юни 2004 до май 2006 година начело на ДПМ е Траян Петровски, който замества Веле Смилевски. От май 2006 г. председател на ДПМ е Йован Павловски.